# Чусовое (село)
Чусовое — село в Шалинском районе Свердловской области России. Входит в Шалинский муниципальный округ.
Ранее было центром Чусовского сельсовета Шалинского района.

## География
Село Чусовое расположено в 32 километрах к востоку-северо-востоку от посёлка Шаля (по автодороге в 42 километрах), преимущественно на левом берегу реки Чусовой, в устье её нижнего левого притока — реки Шайтанки. В окрестностях села на реке Чусовой расположены скальные обнажения, геоморфологические и ботанические природные памятники — камни Шило, Мосин, Гардым, Шайтан и Могильный.

## История

### Шайтанский железоделательный завод
Первое документальное упоминание поселения в устье Шайтанки относится к 1709 году. Здесь обосновались старообрядцы, переселившиеся из центральной части страны. В 1721 году на реке Шайтанке построили плотину пруда и пустили пильную мельницу. Возникли пристань и верфь для строительства барок. В 1727 году Акинфий Демидов основал Шайтанский железоделательный завод, который начал ковку железа, переделывая верхнетагильский чугун. Первоначальное название поселения было Шайтанский Завод Демидова. В 1745 году, после смерти Акинфия Демидова, в результате судебных тяжб завод перешёл к его сыну Прокофию. В 1769 году тот продал завод и пристань Савве Яковлеву (Собакину). Завод занимался переделом чугуна, привозимого с других заводов, в кричное железо. Отсюда металл отправляли по Чусовой на железных караванах в Центральную Россию. Яковлев и его наследники владели заводом вплоть до закрытия предприятия в 1905 году. Руины закрывшегося завода и гавань можно увидеть на фотографии С. М. Прокудина-Горского, сделанной в 1912 году. Сейчас от заводских цехов не осталось ни малейшего следа. В 1905 году завод был закрыт. По плотине было проложено шоссе, водосток засыпан, канал был осушен. В 1934 году был образован Старошайтанский сельсовет, а в 1941 году село получило название Чусовое. В 1935 году тут был создан колхоз «Новая жизнь», работала гидроэлектростанция, лесопилка, мельница, смоло-скипидарное предприятие. Весной 1978 года был первый прорыв плотины, весенними водами снесло электростанцию и рабочее колесо. Весной 1979 года, из-за недостаточного ремонта после предыдущего прорыва и большого количества вешних вод (вода не успевала пройти через шлюз, и просто с каждой волной переливалась через плотину, пока в один момент не прорвала насыпь в районе канала для сброса вешних вод («Зотовский канал» с полигональной кладкой), и мощным потоком воды плотину смыло, вывернув и унеся вниз по течению все бревна и землю из которой была построена плотина. После этого ниже по течению реки Чусовой и образовались острова (из остатков плотины), которых до этого не было. Новую плотину заложили в 1982 году, а окончательно достроили и запустили только в 1989 году. 10 лет село стояло без пруда, на месте которого сначала образовалась тонкая корочка подсыхающего ила, а постепенно вырос 3-5 метровый ивовый лес. Новая плотина из-за недостатка средств была заложена и построена с нарушениями, и уровень Старо-Шайтанского пруда стал гораздо меньше, чем у предыдущего. В то время, пока строилась новая плотина, автомобильному транспорту нужно было как-то перебираться на другую сторону, чтобы попасть в районный центр Шаля (дороги в объезд села в то время ещё не было), поэтому в канале были построены два деревянных автомобильных моста. Первый мост вскоре был поврежден вследствие аварии с тяжелой техникой.  Второй мост простоял до пуска плотины. Остатки брёвен этих мостов можно было наблюдать до 2019 года, когда силами местных активистов канал был расчищен, и оборудован удобный спуск и смотровая площадка у туристического объекта «Стена Радости», теперь можно спокойно спустится и рассмотреть старинную каменную полигональную кладку. Новый водосток из пруда устроен в стороне через шахту-водосброс у подножия плотины.

### Шайтанская пристань
В селе находились две пристани (на правом и на левом берегах реки Чусовой), с которых перевозилось кричное железо с Шайтанского железоделательного завода Демидова (позже завод принадлежал Савве Яковлеву) на Сылвенский завод, отковывали и возвращали обратно на пристань, с которой сплавляли железо, в том числе с Невьянского, Верх-Нейвинского, Режевского и Верх-Исетского заводов. По настоящее время сохранился канал с шириной 15 метров, длиной в 200 метров, по которому груженые барки спускали из Шайтанского пруда в реку Чусовую. В связи с прокладкой в 1915 году Западно-Уральской железной дороги сплав железных караванов прекращён.
Указом Президиума Верховного Совета РСФСР от 07.03.1941 селение Шайтанка переименовано в селение Чусовое, а Старо-Шайтанский сельсовет — в Чусовой сельсовет.
Послевоенные годы
В советское время в селе работали молочная ферма и тракторная мастерская. В селе существовал колхоз «Новая жизнь», который являлся-миллионером и даже имел собственный павильон на ВДНХ.
В 1958 году в здании караванного начальника и управляющего заводом, по инициативе В. А. Семёнова и М. В. Мезениной, была открыта сельская картинная галерея. В 1990-е годы, после развала колхоза, и отсутствия финансирования, музей прекратил свое существование. Здание караванного смотрителя было продано в частные руки, но по инициативе школьных учителей, в том числе Г. П. Баглаевой, все оставшиеся экспонаты и картины были перенесены в школу, и сейчас (по предварительной договоренности) можно его посетить, и познакомиться с картами, и старинными предметами и фотографиями, предметами сельского быта, а также полюбоваться картинами уральских художников.

## Христорождественская единоверческая церковь
В 1840 году была построена деревянная однопрестольная церковь. В том же году она была освящена в честь Рождества Христова. Церковь была закрыта в 1937 году. В 1998 году был восстановлен православный приход.

## Население
| 2002 | 2010 | 2021 |
| ---- | ---- | ---- |
| 809  | ↘694 | ↘477 |

## Праздники
Ежегодно в первую субботу июля в селе Чусовом проходит фестиваль сплава «Чусовая России». Целью мероприятия является превращение реки Чусовой в единый туристический кластер. Проект вырос из ежегодного фестиваля «Чусовая — река родная», который проходил в селе с 2001 года. В 2010 году фестиваль приобрёл статус межрегионального. Второй фестивальной площадкой стало село Кын Лысьвенского округа Пермского края. С 2015 года в рамках фестиваля «Чусовая России» проводится ярмарка «КРуЧа» — (круг русского чая), на которую приезжают мастера и умельцы, а также проходит праздник Иван-чая нового урожая.